# Chvaleticeite
La chvaleticeite è un minerale appartenente al gruppo dell'esaidrite.